# Antygomonas paulae
Antygomonas paulae is een stekelwormensoort uit de familie van de Antygomonidae. De wetenschappelijke naam van de soort werd voor het eerst geldig gepubliceerd in 2007 door Sørensen.

## Naamgeving
De soort is vernoemd naar Dr. Valerie Paul, de wetenschappelijke directeur van het Smithsonian Marine Station in Fort Piece.

## Voorkomen
Deze soort komt voor in de Atlantische Oceaan voor de kust van Florida.